# Maplewood Park
Maplewood Park és una concentració de població designada pel cens dels Estats Units a l'estat d'Ohio. Segons el cens del 2000 tenia 321 habitants.

## Demografia
Segons el cens del 2000, Maplewood Park tenia 321 habitants, 123 habitatges, i 91 famílies. La densitat de població era de 165,3 habitants per km².
Dels 123 habitatges en un 26,8% hi vivien nens de menys de 18 anys, en un 49,6% hi vivien parelles casades, en un 18,7% dones solteres, i en un 26% no eren unitats familiars. En el 23,6% dels habitatges hi vivien persones soles el 10,6% de les quals corresponia a persones de 65 anys o més que vivien soles. El nombre mitjà de persones vivint en cada habitatge era de 2,61 i el nombre mitjà de persones que vivien en cada família era de 3,09.
Per edats la població es repartia de la següent manera: un 23,7% tenia menys de 18 anys, un 6,5% entre 18 i 24, un 26,2% entre 25 i 44, un 23,1% de 45 a 60 i un 20,6% 65 anys o més.
L'edat mediana era de 41 anys. Per cada 100 dones de 18 o més anys hi havia 88,5 homes.
La renda mediana per habitatge era de 24.318 $ i la renda mediana per família de 30.795 $. Els homes tenien una renda mediana de 16.458 $ mentre que les dones 13.929 $. La renda per capita de la població era de 12.904 $. Aproximadament el 14,6% de les famílies i el 19,1% de la població estaven per davall del llindar de pobresa.

## Poblacions més properes
El següent diagrama mostra les poblacions més properes.